# Српски пастирски пас
Српски пастирски пас, званично Југоисточно-европски пастирски пас је раса пса, пореклом из Србије, која припада породици пастирских паса.

## Порекло
Не зна се тачно порекло ове расе, јер се у Србији развио велики број пастирских паса, а тек током 20. века одгајивачи су почели да дубље истражују њихове корене. Настали су на простору Копаоника и Старе планине, где су се пастирски пси са Тибета укрштали са домаћим расама. Претпоставља се да потичу из 13. века, иако је прво истраживање о овој раси урађено тек након Другог светског рата. Иако је коришћен на просторима бивше Југославије као чувар стада, није владало велико интересовање за овом расом, па су тек у 21. веку њени одгајивачи затражили да она добије свој ФЦИ стандард. Познати су искључиво на просторима бивше Југославије, док се у другим земљама ови пси ретко виђају. Ова раса је први пут представљена и оцењена на Међународној изложби у Београду 2004. године. У марту 2009. године, раса добија и званично свој ФЦИ стандард, што није утицало на њен раст популарности, који се последњих година налази у стагнацији. Међународни кинолошки савез, расу је признао под именом Југоисточно-европски пастирски пас.

## Карактеристике расе

### Изглед
Српски пастирски пас је велика раса. Висина мужјака у просеку се креће од 58 до 69 cm, док просечна висина женки износи од 55 до 65 cm. Тежина мужјака у просеку се креће од 30 до 40 килограма, док су женке нешто лакше од њих.
Српски пастирски пас је изузетно снажан пас јаке конституције, достојанствен, са складним телом правоугаоног облика. Глава је средње величине са лобањом која је заобљена са свих страна и благо се сужава идући ка лицу. Стоп је благо изражен, њушка клинастог облика са равним носником, а носна печурка је нешто већа, са великим ноздрвама. Вилице су веома снажне, а дозвољени су и маказаст, као и клештаст загриз. Очи су бадемастог облика, са смиреним погледом, док су уши троугластог облика усађене високо. Врат је средње дужине, гребен је благо изражен. Леђа су веома снажна и широка, грудни кош изузетно простран и дубок са заобљеним ребрима, а прса су веома мишићава. Ноге су снажне, са израженим мишићима и широким бутинама. Шапе су округлог облика са заобљеним прстима и обично су задње шапе издуженије у односу на предње. Реп је веома снажан у корену, а сужава се идући ка врху. Добро је одлакан, а длака на њему чак формира и перјаницу.
Тело српског пастирског пса прекривено је средње дебелом кожом која мора бити пигментисана. Прекривена је веома меком подлаком, која је доста финија од покровне длаке, која је изузетно чврста. Длака не сме бити краћа од 6 милиметара, а на задњим ногама је прилично дугачка и образује такозване „гаће”. Обично су беле боје, са ознакама различитих боја. По стандарду, дозвољено је да ови пси буду свих боја (једнобојни, као и шарени), једино није дозвољено да буду искључиво црни.

### Темперамент
Одликују се доброћудном нарави и сјајним карактером, што их чини одличним кућним љубимцима. Ово су једни храбри и достојанствени пси, који су се показали као савршени гоничи стоке. Изузетни су гоничи стада (два пса могу да гоне и преко сто оваца). Умеју да буду оштри када осете да неко хоће да отме оно што је предмет чувања. Нису агресивни и веома су друштвени пси. Сјајно ће се слагати са осталим животињама, а добри су и са малом децом. Осећајни су и нежни, а власника ће обожавати. Биће му одани и верни и потпуно мирни у његовом присуству. Уз правилну дресуру, неће показати знаке самовоље или тврдоглавости и потпуно ће се потчинити власнику.

### Животни век
Просечан животни век ове расе је од 10 до 12 година.

### Анатомија
Српски пастирски пас је средње величине, мушки примерци обично достижу висину од 58-62 цм, док су женке мало мање. Има јаку, мишичаву конструкцију, са снажним вратом и широким грудним кошем. Глава је широка, са изразитим челом и јаким виљушкама. Очи су му тамно бојене, а уши средње величине, стојеће и окренуте напред. 

### Болести
Као и све породичне расе, српски пастирски пас може бити склон различитим здравственим проблемима. Неки од честих здравствених проблема укључују дисплазију кулена, која је заједничка у великих породица, као и проблема са кожом као што је дерматитис. Редовне ветеринарске провере и одговарајућа исхрана могу значајно утицати на здравље овог пса. 

### Нега
Нега српског пастирског пса захтева редовно четкање, особито у периодима линеја када могу изгубити велики број длака. Такође је важно редовно вежбати овог пса и пружити му довољно могућности за физичку активност. Добра нега укључује и чишћење зуба и ушију, као и редовно проверавање на бубрежне каменце и друге здравствене проблеме.

### Карактер и употреба
Српски пастирски пас је познат по својој послушности и верности. Он је изузетан пас за радне задатке као што су чување стока и заштита имовине. Има израђен инстинкт за заштиту и добро сарађује са људима, али захтева добру социјализацију и тренинг. Ова раса је позната по својој миру и смирености у породичном окружењу, али мора се уложити времена у његов тренинг и стимулацију радних инстинката.